# Kolla!
Kolla! är en årligen återkommande jurybedömd tävling för illustratörer och grafiska formgivare. Priser delas ut i olika kategorier, där huvudkategorierna är illustration, grafisk design och rörlig bild. Bidragen ska vara producerade för den svenska publiken/marknaden och både professionella och studenter är välkomna.
Kolla! startades 2003 på initiativ av Föreningen Svenska Tecknare.